# Tom Vermeer
Tom Vermeer, né le 28 décembre 1985 à Maastricht, est un coureur cycliste néerlandais. 

## Biographie
Tom Vermeer naît le 28 décembre 1985 à Maastricht aux Pays-Bas.
Membre de Colba-Mercury en 2011, il court l'année suivante pour Nutrixxion Abus, avant d'entrer en 2013 chez Jo Piels. Cette année-là, il remporte la quatrième étape du Tour du Loir-et-Cher, le Tour d'Overijssel, et termine troisième de la Beverbeek Classic. 
En 2015, il court pour l'équipe Profel United.

## Palmarès et résultats

### Par année
- 2013
  - 4e étape du Tour du Loir-et-Cher
  - Tour d'Overijssel
  - Bürgerpreis der Stadt Gehrden
  - Ronde van Hank
  - 2e du Ronde van Oud-Vossemeer
  - 3e de la Beverbeek Classic
- 2015
  - Ronde van Oud-Vossemeer
  - 2e du Grand Prix de la Magne
- 2016
  - Herselt Koerse
- 2017
  - 2e de la Coupe Marcel Indekeu
- 2019
  - 2e du Triptyque ardennais
  - 2e du Mémorial Gilbert Letêcheur
  - 3e de la Wingene Koers
  - 3e du championnat des Pays-Bas des élites sans contrat
- 2020
  - 2e du Tour du Brabant flamand
- 2021
  - 2e de la Wingene Koers
- 2023
  -  Champion des Pays-Bas des élites sans contrat[2]
  - Ronde van Huijbergen
  - 2e de la Heusden Koers
- 2024
  - Ronde van Uden
  - Kermisronde van Duizel
  - Grand Prix Albert Fauville
  - 2e de l'Omloop van de Grensstreek
- 2025
  - 3e du Ronde van Kruiningen

### Classements mondiaux
| Année                                 | 2011  | 2012 | 2013 | 2014 | 2015 | 2016 | 2017  | 2018  |
| ------------------------------------- | ----- | ---- | ---- | ---- | ---- | ---- | ----- | ----- |
| Classement mondial                    |       |      |      |      |      | nc   | 1264e | 1464e |
| UCI Europe Tour                       | 1145e | 671e | 147e | 906e | nc   | nc   | 829e  | 928e  |
| UCI Asia Tour                         | nc    | 134e | nc   | nc   | nc   | nc   | nc    | nc    |
|                                       |       |      |      |      |      |      |       |       |
| Légende : nc = non classéSource : UCI |       |      |      |      |      |      |       |       |